# Pinus leiophylla
Pinus leiophylla ist ein immergrüner Nadelbaum aus der Gattung der Kiefern (Pinus) mit meist 6 bis 15 Zentimeter langen Nadeln und 5 bis 7 Zentimeter langen Samenzapfen. Das natürliche Verbreitungsgebiet liegt in Mexiko und im Südwesten der Vereinigten Staaten. Es werden zwei Varietäten unterschieden. Die Art wird in der Roten Liste der IUCN als nicht gefährdet eingestuft. Sie wurde in der zweiten Hälfte des 20. Jahrhunderts stark wegen des Holzes genutzt und auch das Harz wird weiterverarbeitet. 

## Beschreibung

### Erscheinungsbild
Pinus leiophylla wächst als immergrüner, meist 15 bis 30 Meter, selten bis 35 Meter hoher Baum. Der Stamm steht aufrecht und erreicht einen Brusthöhendurchmesser von 20 bis 85 Zentimeter. Die Stammborke ist sehr dick, rau und schuppig und zerbricht in dunkel graubraune bis beinahe schwarze, längliche, unregelmäßige Platten, die durch tiefe, hauptsächlich längs verlaufende Risse getrennt sind. Die langen, dünnen Äste stehen meist waagrecht oder aufsteigend, niedriger liegende Äste sind nach unten gebogen. Sie bilden eine offene, runde Krone. Junge Triebe sind mehr oder weniger schuppig, anfangs rötlich braun und häufig von einer dünnen Wachsschicht überzogen. Sie färben sich später graubraun.

### Knospen und Nadeln
Die vegetativen Knospen sind nicht oder nur wenig harzig, eiförmig-konisch und stumpf. Endständige Knospen sind 10 bis 15 Millimeter lang bei Durchmessern von 5 bis 7 Millimetern, seitständige Knospen sind kleiner. Die als Knospenschuppen ausgebildeten Niederblätter sind hell orangebraun, lanzettlich-pfriemlich, etwa 6 Millimeter lang, anfangs gerade und bald zurückgebogen. Die Nadeln wachsen meist zu dritt bis fünft, selten in Paaren oder bis zu sechs in Bündeln, die anfangs von einer 12 bis 20 Millimeter langen, basalen Nadelscheide umgeben sind, die früh abfällt. Die Nadeln sind gelblich grün bis bläulich grün und von einer dünnen Wachsschicht überzogen und wachsen in steifen oder biegsamen, manchmal etwas hängenden Büscheln an den Enden von Zweigen. Sie sind meist 6 bis 15 Zentimeter lang, selten ab 4 und bis 17 Zentimeter, und 0,5 bis 1,3 selten 1,5 Millimeter dick. Der Nadelrand ist sehr fein gesägt, das Ende spitz bis spitz-stechend. Auf allen Nadelseiten gibt es schmale aber deutliche Spaltöffnungsstreifen. Es werden meist drei bis sechs selten weniger Harzkanäle gebildet. Die Nadeln bleiben zwei bis drei Jahre am Baum.

### Zapfen und Samen
Die Pollenzapfen sind gelblich rosafarben, zylindrisch, 1 bis 1,5 selten bis 2 Zentimeter lang bei Durchmessern von 4 bis 6 Millimetern. Die Samenzapfen wachsen einzeln oder in Wirteln von zwei bis fünf auf starken, 10 bis 20 Millimeter langen, geraden oder zurückgebogenen Stielen nahe den Enden der Zweige. Ausgewachsene Zapfen sind geschlossen schmal eiförmig bis eiförmig und geöffnet beinahe symmetrisch, eiförmig bis breit eiförmig, meist 5 bis 7 Zentimeter, selten ab 4 und bis 8 Zentimeter lang, bei Durchmessern ab 3 meist von 4 bis 5,5 Zentimetern. Die Zapfen reifen erst nach drei Jahren und bleiben noch mehrere Jahre nach Abgabe der Samen am Baum. Die 50 bis 100 selten 150 Samenschuppen sind gerade oder an der Zapfenbasis zurückgebogen, länglich mit beinahe geraden Rändern. Die Apophyse ist erhöht und quer gekielt, im Umriss rhombisch, matt braun bis graubraun. Der Umbo liegt mittig der Apophyse und wird von einem deutlich abgegrenzten, schmalen Band umgeben. Er ist dunkler als die Apophyse, pyramidenförmig und mit einem stumpfen Stachel bewehrt. Die Samen sind schief eiförmig, etwas abgeflacht, 3 bis 4 selten 5 Millimeter lang, dunkel graubraun und schwarz gefleckt. Die Samenflügel sind 10 bis 18 Millimeter lang, gelblich braun, durchscheinend und haben eine dunkle Tönung.

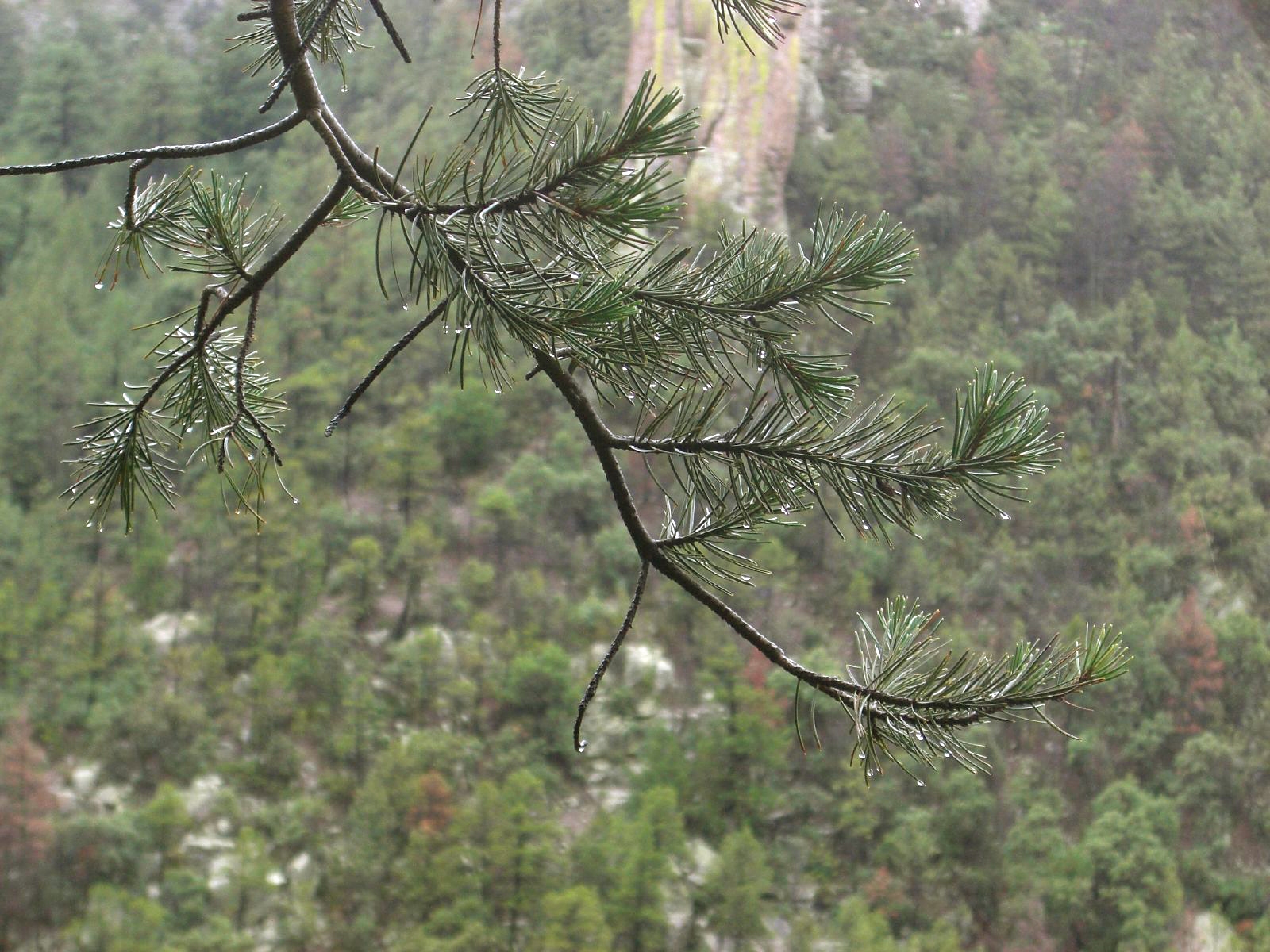
Zweig mit Nadeln
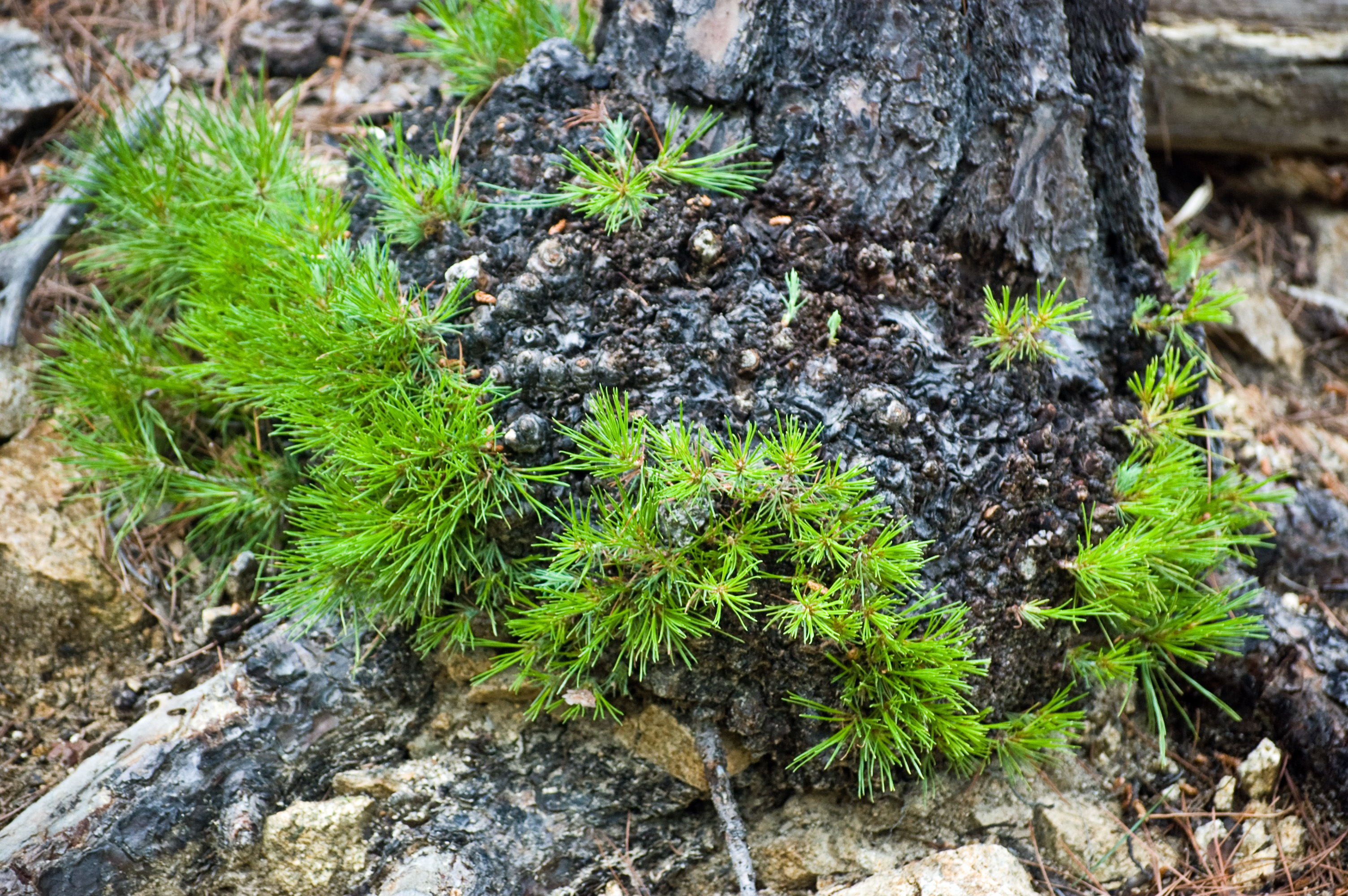
Sämlinge im Coronado National Forest, Arizona

## Verbreitung, Ökologie und Gefährdung

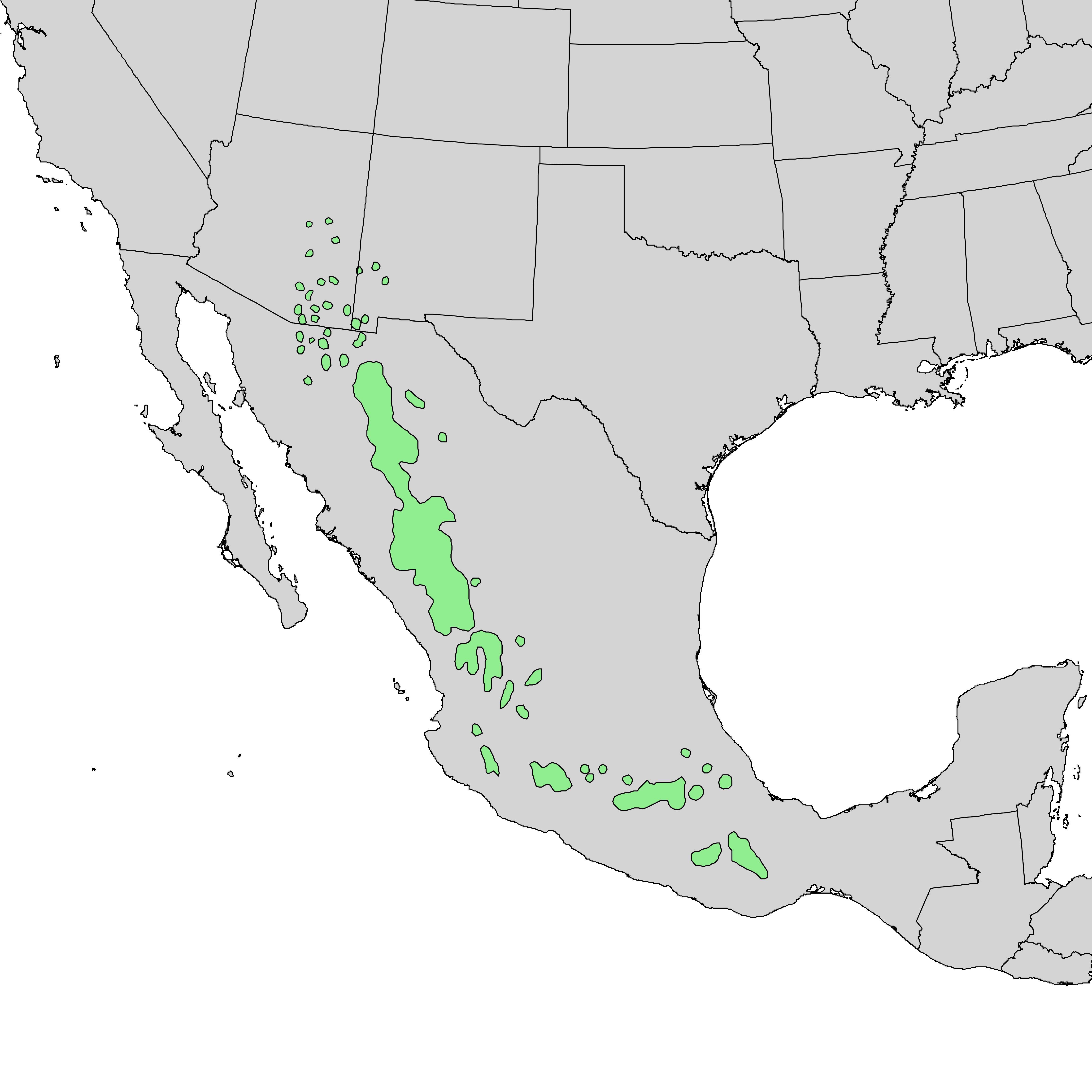
Natürliches Verbreitungsgebiet in Mexiko und im Süden der Vereinigten Staaten

Das natürliche Verbreitungsgebiet von Pinus leiophylla liegt in Mexiko und im Südwesten der Vereinigten Staaten. In Mexiko findet man sie im Westen und Süden von Chihuahua, in Durango, im Osten von Sonora, in Zacatecas, Hidalgo, Jalisco, Mexiko-Stadt, im Bundesstaat Mexico, in Michoacan, Morelos, im Osten von Nayarit, in Oaxaca, Puebla, Tlaxcala und Veracruz. In den Vereinigten Staaten wächst sie im Südwesten von New Mexico und im Südosten von Arizona.
Die Varietät leiophylla ist ein weitverbreiteter Baum der montanen und hochmontanen Kiefern- und Eichen-Kiefernwälder auf tiefgründigen, gut entwässerten Böden, meist auf vulkanischem oder metamorphem Gestein. Sie wächst in Höhen von 1900 bis 2900 Metern, selten schon ab 1500 bis 3300 Metern, wobei die erreichte Höhe nach Süden zunimmt. Die jährliche Niederschlagsmenge variiert abhängig von Standort und Höhenlage stark und reicht von 700 bis 1950 Millimeter. Im Norden des Verbreitungsgebiets und in großen Höhenlagen treten im Winter Frost auf. Das Verbreitungsgebiet wird der Winterhärtezone 9 zugerechnet mit mittleren jährlichen Minimaltemperaturen zwischen −6,6° und −1,2° Celsius (20 bis 30° Fahrenheit). Man findet sie meist zusammen mit verschiedenen Eichenarten und den Kiefern Pinus patula, Pinus pringlei, Pinus teocote, Pinus lawsonii, Pinus pseudostrobus, Pinus montezumae, Pinus douglasiana, Pinus durangensis, in tieferen Lagen mit Pinus oocarpa. Im Nordwesten des Verbreitungsgebiets findet man Pinus arizonica, Pinus engelmannii und die Varietät Pinus leiophylla var. chihuahuana. Lokal wächst sie zusammen mit verschiedenen Wacholderarten oder der Mexikanischen Zypresse (Cupressus lusitanica).
Die Varietät chihuahuana wächst ungefähr im selben Gebiet wie die Varietät leiophylla, jedoch nur in Höhen von 1500 bis 2700 Metern, selten bis 2950 Metern, was jedoch auch daran liegt, dass sie auf einigen der hohen Vulkane in Zentralmexiko fehlt. In der Sierra Madre Occidental kommt sie auch in niedrigeren Höhen als die Varietät leiophylla vor, hier findet man sie in mehr oder weniger trockenen Habitaten zusammen mit verschiedenen Wacholderarten, mit Pinus cembroides und Xerophyten wie verschiedenen Arten der Opuntien (Opuntia) und der Bärentrauben (Arctostaphylos). In höheren Höhen gleicht der Lebensraum demjenigen der Varietät leiophylla.
In der Roten Liste der IUCN wird Pinus leiophylla als nicht gefährdet („Lower Risk/least concern“) eingestuft. Es wird jedoch darauf hingewiesen, dass eine Neubeurteilung notwendig ist.

## Systematik
Pinus leiophylla ist eine Art aus der Gattung der Kiefern (Pinus), in der sie der Untergattung Pinus, Sektion Trifoliae und Untersektion Australes zugeordnet ist. Sie wurde 1831 von Diederich Franz Leonhard von Schlechtendal und Adelbert von Chamisso in Linnaea erstmals wissenschaftlich gültig beschrieben, aufbauend auf eine Beschreibung von Christian Julius Wilhelm Schiede. Der Gattungsname Pinus wurde schon von den Römern für mehrere Kiefernarten verwendet. Das Artepitheton leiophylla setzt sich aus dem lateinischen lenis für „weich“ und dem griechischen phyllos für Blatt zusammen. Synonyme der Art sind Pinus comonfortii Roezl, Pinus decandolleana Roezl, Pinus dependens Roezl, Pinus gracilis Roezl, Pinus huisquilucaensis Roezl, Pinus lerdoi Roezl, Pinus lumholtzii var. microphylla Carvajal, Pinus monte-alleggri Roezl und Pinus verrucosa Roezl.

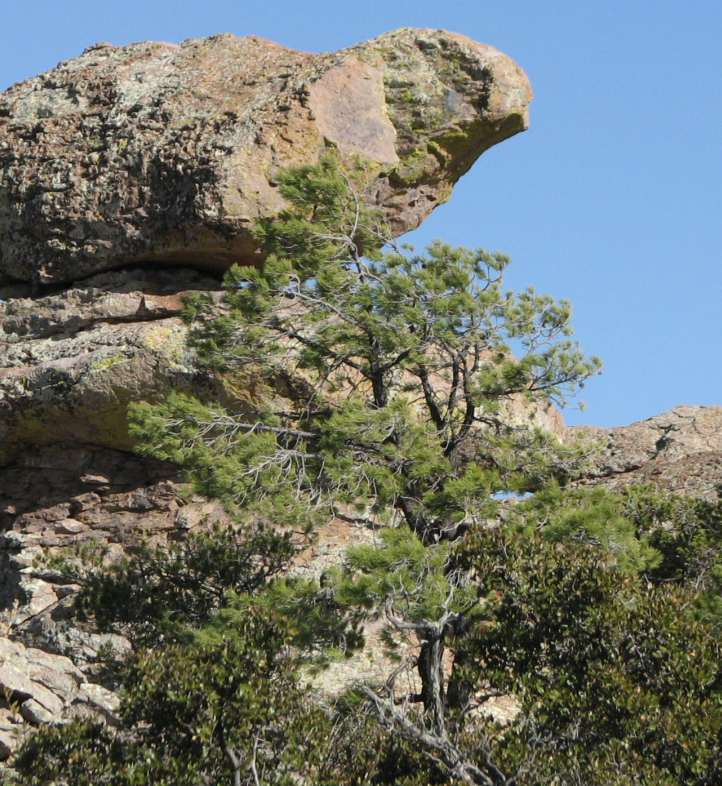
Die Varietät chihuahuana am Bird Rock, Chiricahua National Monument, Arizona

Es werden zwei Varietäten unterschieden:
- Pinus leiophylla var. leiophylla: Die Bäume erreichen Höhen von 20 bis 30 selten bis 35 Metern und Stammdurchmesser von 50 bis 85 Zentimetern. Junge Triebe sind rötlich braun und manchmal mit einer dünnen Wachsschicht überzogen. Die Nadeln wachsen meist zu fünft, seltener zu viert oder noch seltener zu sechst. Sie sind meist 8 bis 15 Zentimeter lang, seltener ab 6 und bis 17 Zentimeter, und 0,5 bis 0,9 Millimeter dick. Auf der konvexen abaxialen Seite der Nadeln sind selten drei meist vier bis sechs und selten sieben Spaltöffnungsstreifen, auf den beiden adaxialen Seiten selten zwei meist drei oder vier. Je Nadel werden meist zwei oder drei, seltener ein oder vier Harzkanäle gebildet.[4] Das natürliche Verbreitungsgebiet der Varietät liegt in Mexiko, in den Vereinigten Staaten kommt sie nicht vor.[9]
- Pinus leiophylla var. chihuahuana (Engelman.) Shaw: Die Bäume erreichen Höhen von 15 bis 25 Metern, jedoch meist nicht mehr als 10 Metern und Stammdurchmesser von 20 bis 60 Zentimetern. Junge Triebe sind rötlich braun und häufig mit einer dünnen Wachsschicht überzogen. Die Nadeln wachsen meist zu dritt, seltener zu zweit oder viert oder noch seltener zu fünft. Sie sind meist 6 bis 12 Zentimeter lang, seltener ab 4 und bis 14 Zentimeter, und 0,9 bis 1,3 seltener bis 1,5 Millimeter dick. Auf der konvexen abaxialen Seite der Nadeln sind meist fünf bis acht, seltener vier oder neun Spaltöffnungsstreifen, auf den beiden adaxialen Seiten drei oder vier. Je Nadel werden meist vier bis sechs, seltener drei oder sieben Harzkanäle gebildet. Das natürliche Verbreitungsgebiet der Varietät liegt in Mexiko und in den Vereinigten Staaten. Die Varietät wurde von George Engelmann unter dem Namen Pinus chihuahuana als eigene Art erstbeschrieben, aber von Albert Edward Murray als Unterart Pinus leiophylla subsp. chihuahuana (Engelm.) A.E.Murray zu Pinus leiophylla gestellt.[9]

## Verwendung
Pinus leiophylla wurde wie viele andere Kiefernarten in der Sierra Madre Occidental in der zweiten Hälfte des 20. Jahrhunderts wegen des Holzes stark genutzt. Das Holz hat aufgrund des hohen Harzgehalts jedoch nur eine geringe Qualität. Das Harz wird durch Harzen gewonnen und weiterverarbeitet. Das Holz wird als Bauholz und zur Herstellung von Kisten verwendet. Das Holz der Varietät chihuahua wird weniger stark genutzt, doch wird ebenfalls das Harz gewonnen. Die Art wird auch außerhalb des natürlichen Verbreitungsgebiets in Plantagen gepflanzt, besonders häufig in Afrika.